# 더하기표와 빼기표
더하기표(+)와 빼기표(−)는 각각 덧셈(+)과 뺄셈(−)을 나타내는 기호로, 그 외에도 양(陽)과 음(陰), 이익과 손실, 초과와 부족, Rh식 혈액형 등 여러 가지 뜻을 나타내기 위해 쓰이는 기호이다. 
예) x가 y+1이라 할 때 식으로 나타내면 y+1=x 또는 x=y+1이다.

## 수학에서의 사용
- 이항 연산자로서 두 수 사이에 표시될 경우 덧셈(+)이나 뺄셈(−) 연산을 뜻한다.
- 단항 연산자로서 어떤 수 앞에 표시될 경우 양(陽, +)이나 음(陰, −)의 부호를 뜻한다.
  - 빼기표의 경우 단항 연산자로서 부호를 가진 수 앞에 표시될 경우 부호가 반대가 됨을 뜻한다. 예를 들어 x가 3일 때 −x는 −3이고, x가 −3일 때 −x는 3이다. 마찬가지로 −(−3)은 3과 같다.

## 여러 분야에서의 사용

양전하 또는 음전하를 더하기표·빼기표로 나타낼 수 있다.

- 물리학에서 전하, 전극을 표시할 때 양전하(양성자의 전하) 또는 양극을 더하기표로 표시하고, 음전하(전자의 전하) 또는 음극을 빼기표로 표시한다.
- 컴퓨터에서 쓰는 C 언어 따위의 프로그래밍 언어에서 덧셈이나 뺄셈 연산자로 쓰이며, 기호를 두 번 연속 써서(++ 또는 −−) 1만큼 증가시키거나 감소시킴을 뜻하기도 한다.
- Rh식 혈액형 판정에서 Rh 항원이 있는 경우 Rh+(알에이치  양성), 없는 경우 Rh−(알에이치 음성)으로 표기한다.
- 언어학에서 문장 내의 앞말과 뒷말을 합침을 보일 때에 쓰는 보탬표로 + 기호를 쓴다.[2]
- 안경광학에서 사용하는 굴절력 단위인 디옵터를 표기할 때 볼록렌즈는 더하기표를, 오목렌즈는 빼기표를 사용한다.

## 더하기표
이탈리아의 레오나르도 피사도가 1300년경 처음으로 a+b를 a와 b로 사용했다고 하며, 라틴어로 ‘~과’라는 단어가 et이기 때문에 et라고 사용했으며, 이를 간략하게 쓰는 과정에서 +가 되었다고 한다.

## 빼기표
1489년 독일의 수학자 비드만이 ‘모자란다’라는 뜻의 라틴어 ‘minus’의 약자 ‘-m’에서 ‘-’만 따서 쓰면서 생겨났다고 한다.

## 같이 보기
- 부호
- 플러스 마이너스
- 고정닉